# The Best – Strzeż się tych miejsc
The Best – Strzeż się tych miejsc – album kompilacyjny Lecha Janerki, wydany w 2005 roku, nakładem wydawnictwa Agencja Artystyczna MTJ.

## Lista utworów
Źródło:.
1. „Jezu, jak się cieszę” – 2:10
2. „Jest jak w niebie” – 4:34
3. „O głowie” – 2:22
4. „La” – 2:58
5. „Klus Mitroh” – 3:38
6. „Ta zabawa nie jest dla dziewczynek” – 6:20
7. „Powinność kurdupelka” – 2:06
8. „Konstytucje” – 3:30
9. „Ewolucja, rewolucja i ja” – 2:29
10. „Lola (chce zmieniać świat)” – 2:54
11. „Strzeż się tych miejsc” – 5:17
12. „Nalot” – 3:12
13. „Dla twojej głowy komfort” – 3:37
14. „Szksypcze” – 3:26
15. „Ogniowe strzelby” – 2:50
16. „Niewole” – 3:46
17. „Wyobraź sobie” – 4:54